# Coppa del Generalissimo 1965-1966
La Copa del Generalísimo 1965-1966 fu la 62ª edizione della Coppa di Spagna. Il torneo iniziò il 24 ottobre 1965 e si concluse il 29 maggio 1966. La finale si disputò allo Stadio Santiago Bernabéu di Madrid dove il Real Saragozza ottenne il suo secondo titolo.

## Formula
In questa edizione presero parte tutte le squadre di Primera División e di Segunda División che si sfidarono in scontri ad eliminazione diretta. Le sedici squadre di Primera División erano qualificate direttamente per i sedicesimi.

## Squadre partecipanti

### Primera División

#### 16 squadre
| - Athletic Bilbao - Atlético Madrid - Barcellona - Betis - Córdoba - Elche | - Espanyol - Las Palmas - Maiorca - Malaga - Pontevedra | - Real Madrid - Real Saragozza - Sabadell - Siviglia - Valencia |

### Segunda División

#### 32 squadre
| - Algeciras - Badajoz - Badalona - Barakaldo - Burgos - Cadice - Calvo Sotelo - Celta Vigo | - Ceuta Sport - CD Condal - Constància - Deportivo La Coruña - CE Europa - Granada - Hércules - Indautxu | - Langreo - Levante - L'Hospitalet - UE Lleida - Melilla CF - Valencia Mestalla - Osasuna - Racing Santander | - Rayo Vallecano - Real Murcia - Real Oviedo - Real Sociedad - Recreativo Huelva - Sporting Gijón - Tenerife - Real Valladolid |

## Primo turno
|                   | Risultato |                     | Andata | Ritorno | Spareggio |  |
| ----------------- | --------- | ------------------- | ------ | ------- | --------- |  |
| CE Europa         | 2 - 1     | Badajoz             | 2 - 1  | 0 - 0   |           |  |
| Sporting Gijón    | 4 - 0     | Real Murcia         | 2 - 0  | 2 - 0   |           |  |
| Badalona          | 1 - 5     | Hércules            | 1 - 4  | 0 - 1   |           |  |
| Burgos            | 0 - 4     | Valencia Mestalla   | 0 - 1  | 0 - 3   |           |  |
| Calvo Sotelo      | 4 - 3     | Barakaldo           | 4 - 1  | 0 - 2   |           |  |
| Constància        | 1 - 4     | Real Oviedo         | 1 - 2  | 0 - 2   |           |  |
| L'Hospitalet      | 2 - 2     | Real Valladolid     | 1 - 0  | 1 - 2   | 1 - 2     |  |
| Algeciras         | 1 - 3     | Langreo             | 0 - 0  | 1 - 3   |           |  |
| Racing Santander  | 3 - 3     | Granada             | 1 - 0  | 2 - 3   | 1 - 0     |  |
| Tenerife          | 2 - 2     | CD Condal           | 2 - 1  | 0 - 1   | 1 - 2     |  |
| Recreativo Huelva | 2 - 3     | Osasuna             | 1 - 1  | 1 - 2   |           |  |
| Indautxu          | 6 - 1     | Cadice              | 5 - 0  | 1 - 1   |           |  |
| UE Lleida         | 4 - 3     | Ceuta Sport         | 3 - 1  | 1 - 2   |           |  |
| Levante           | 0 - 4     | Celta Vigo          | 0 - 2  | 0 - 2   |           |  |
| Melilla CF        | 2 - 10    | Deportivo La Coruña | 1 - 1  | 1 - 9   |           |  |
| Rayo Vallecano    | 1 - 3     | Real Sociedad       | 1 - 1  | 0 - 2   |           |  |

## Sedicesimi di finale
|                   | Risultato |                     | Andata | Ritorno | Spareggio |  |
| ----------------- | --------- | ------------------- | ------ | ------- | --------- |  |
| Calvo Sotelo      | 2 - 9     | Real Saragozza      | 1 - 4  | 1 - 5   |           |  |
| CD Condal         | 2 - 6     | Athletic Bilbao     | 1 - 3  | 1 - 3   |           |  |
| Córdoba           | 3 - 0     | UE Lleida           | 2 - 0  | 1 - 0   |           |  |
| Espanyol          | 3 - 2     | Celta Vigo          | 2 - 1  | 1 - 1   |           |  |
| Hércules          | 2 - 2     | Las Palmas          | 2 - 1  | 0 - 1   | 0 - 1     |  |
| Indautxu          | 2 - 8     | Elche               | 1 - 3  | 1 - 5   |           |  |
| Langreo           | 2 - 4     | Valencia            | 1 - 2  | 1 - 2   |           |  |
| Valencia Mestalla | 1 - 3     | Atlético Madrid     | 1 - 3  | 0 - 0   |           |  |
| Osasuna           | 4 - 5     | Malaga              | 1 - 3  | 3 - 2   |           |  |
| Real Oviedo       | 1 - 4     | Betis               | 1 - 0  | 0 - 4   |           |  |
| Pontevedra        | 2 - 3     | Deportivo La Coruña | 0 - 2  | 2 - 1   |           |  |
| Real Madrid       | 6 - 2     | Sporting Gijón      | 2 - 0  | 4 - 2   |           |  |
| Maiorca           | 5 - 0     | Real Sociedad       | 2 - 0  | 3 - 0   |           |  |
| Sabadell          | 1 - 1     | CE Europa           | 1 - 1  | 0 - 0   | 2 - 0     |  |
| Racing Santander  | 0 - 10    | Barcellona          | 0 - 2  | 0 - 8   |           |  |
| Siviglia          | 1 - 8     | Real Valladolid     | 2 - 0  | 0 - 3   |           |  |

## Ottavi di finale
|                     | Risultato |                 | Andata | Ritorno | Spareggio |  |
| ------------------- | --------- | --------------- | ------ | ------- | --------- |  |
| Espanyol            | 2 - 5     | Betis           | 2 - 1  | 0 - 4   |           |  |
| Córdoba             | 1 - 6     | Real Saragozza  | 0 - 2  | 1 - 4   |           |  |
| Deportivo La Coruña | 1 - 5     | Elche           | 1 - 2  | 0 - 3   |           |  |
| Sabadell            | 2 - 1     | Real Valladolid | 2 - 0  | 0 - 1   |           |  |
| Valencia            | 1 - 2     | Atlético Madrid | 0 - 0  | 1 - 2   |           |  |
| Athletic Bilbao     | 3 - 2     | Las Palmas      | 1 - 0  | 2 - 2   |           |  |
| Real Madrid         | 2 - 2     | Malaga          | 1 - 1  | 1 - 1   | 2 - 0     |  |
| Maiorca             | 3 - 5     | Barcellona      | 2 - 0  | 1 - 5   |           |  |

## Quarti di finale
|                 | Risultato |                 | Andata | Ritorno |  |
| --------------- | --------- | --------------- | ------ | ------- |  |
| Atlético Madrid | 1 - 2     | Athletic Bilbao | 1 - 0  | 0 - 2   |  |
| Sabadell        | 1 - 7     | Real Saragozza  | 1 - 4  | 0 - 3   |  |
| Barcellona      | 3 - 0     | Elche           | 1 - 0  | 2 - 0   |  |
| Betis           | 5 - 4     | Real Madrid     | 3 - 2  | 2 - 2   |  |

## Semifinali
|                 | Risultato |                | Andata | Ritorno |  |
| --------------- | --------- | -------------- | ------ | ------- |  |
| Athletic Bilbao | 5 - 2     | Betis          | 1 - 1  | 4 - 1   |  |
| Barcellona      | 2 - 3     | Real Saragozza | 2 - 2  | 0 - 1   |  |

## Finale
| Arbitro: | Félix Birigay |

|                       |           |  |
| Villa 26’ Lapetra 41’ | Marcatori |  |